# Метлино (Челябинская область)
Метлино́ — посёлок в Озёрском городском округе Челябинской области.

## География
Посёлок расположен на берегу озера Кожакуль, в 17 км к востоку от города Озёрск.
Вблизи посёлка запланировано строительство Южно-Уральской АЭС.

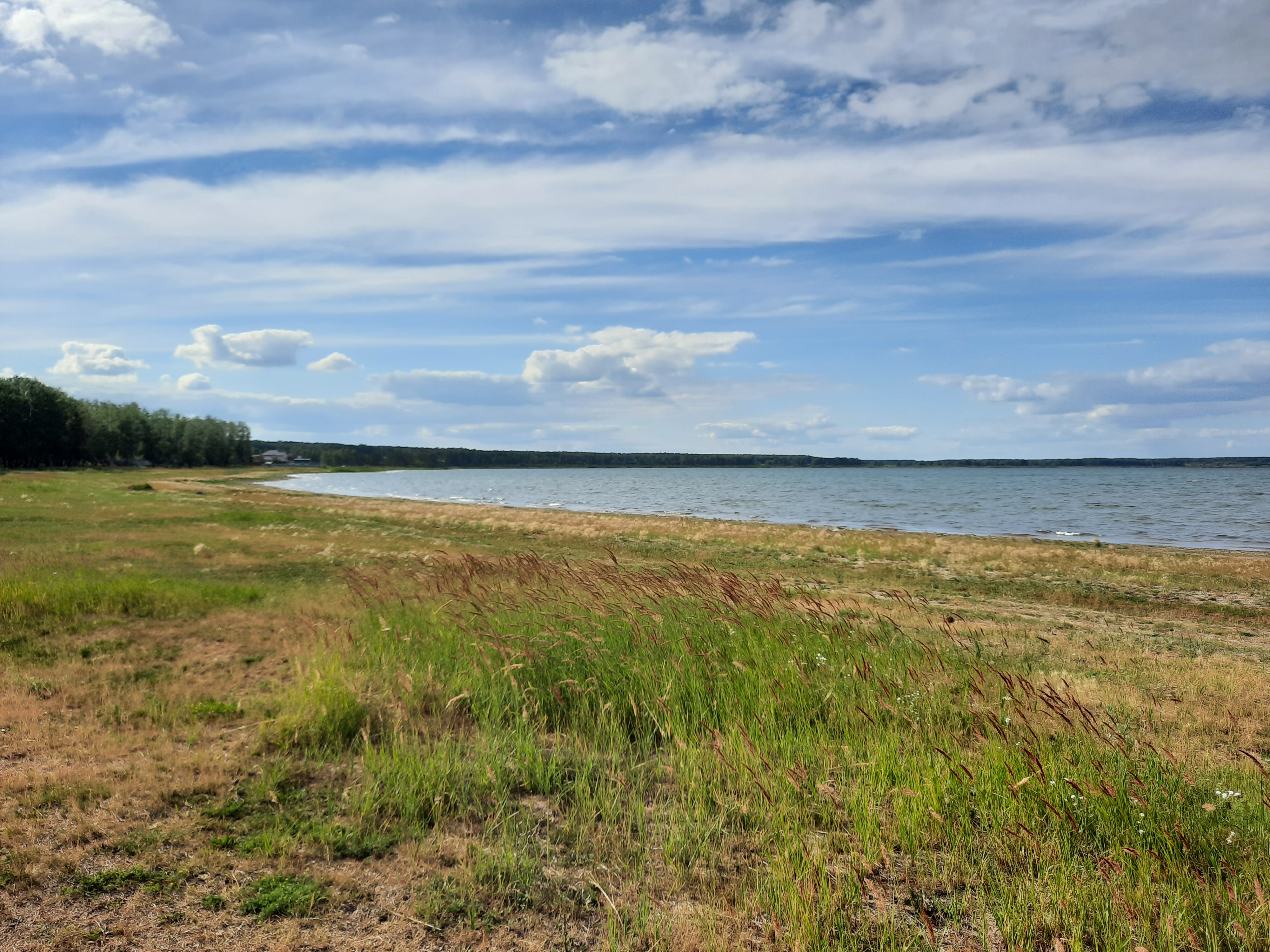
Берег озера Кожакуль

## Население
| 2010 | 2021 | 2025 |
| ---- | ---- | ---- |
| 3684 | 3506 | 3300 |

По данным Всероссийской переписи, в 2010 году численность населения посёлка составляла 3694 человека (1644 мужчины и 2050 женщин).
Всероссийская перепись населения 2010 года: русские — 46,3 %, башкиры — 36,3 %, татары — 14,6 %

## Религия
Мечети
- Есть мечеть.

## Галерея

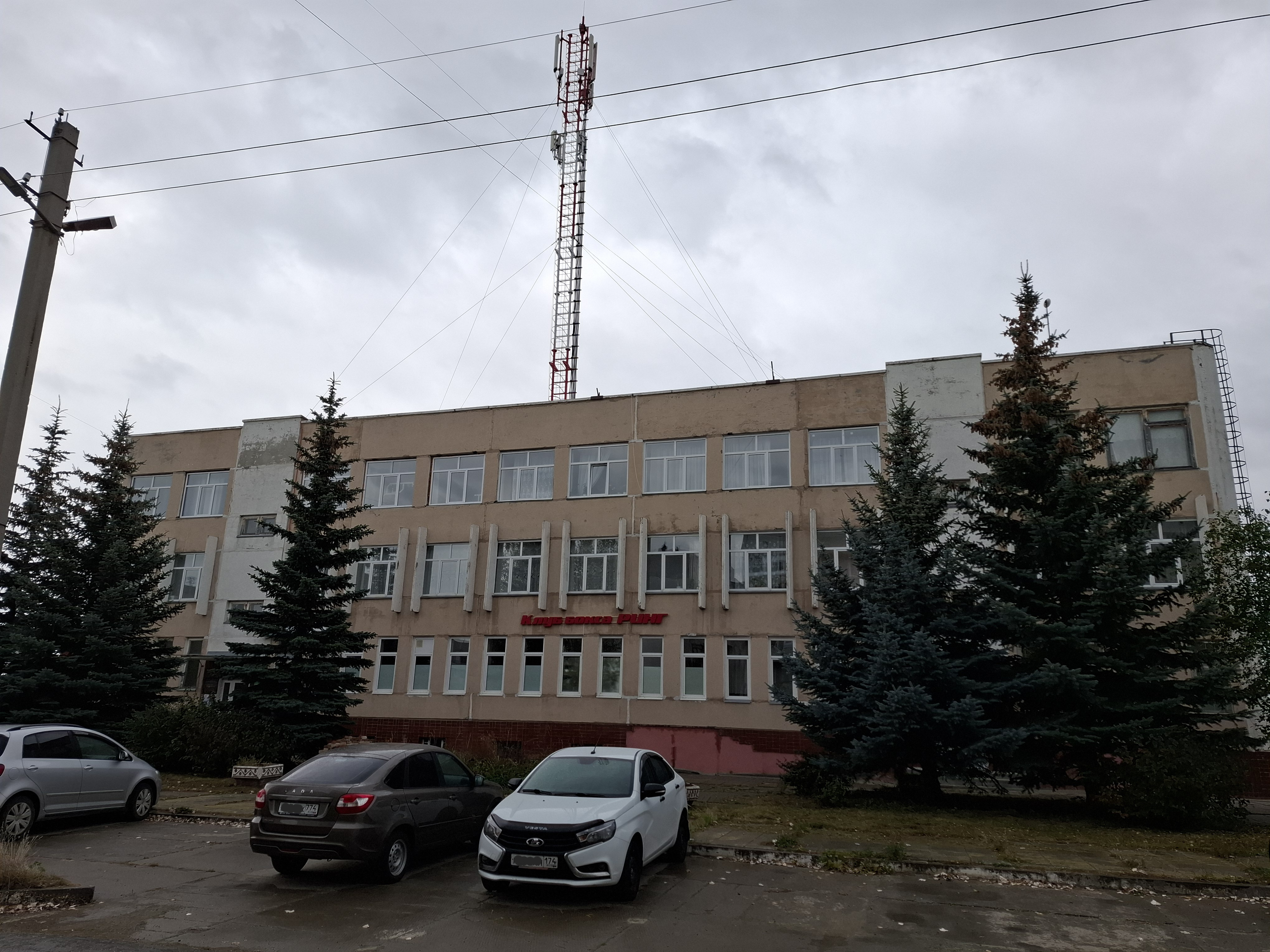
Здание администрации посёлка Метлино
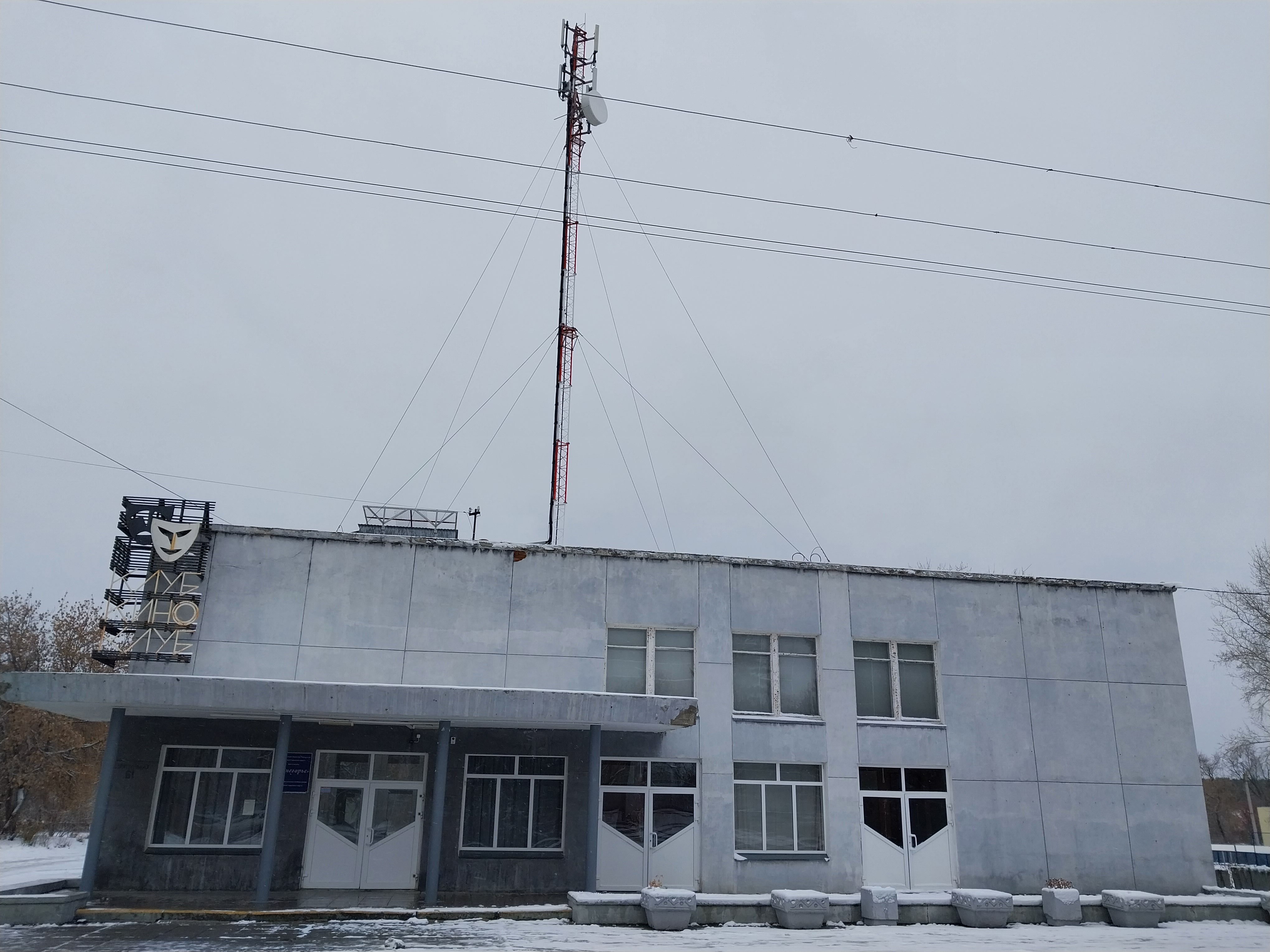
Дом культуры "Синегорье"
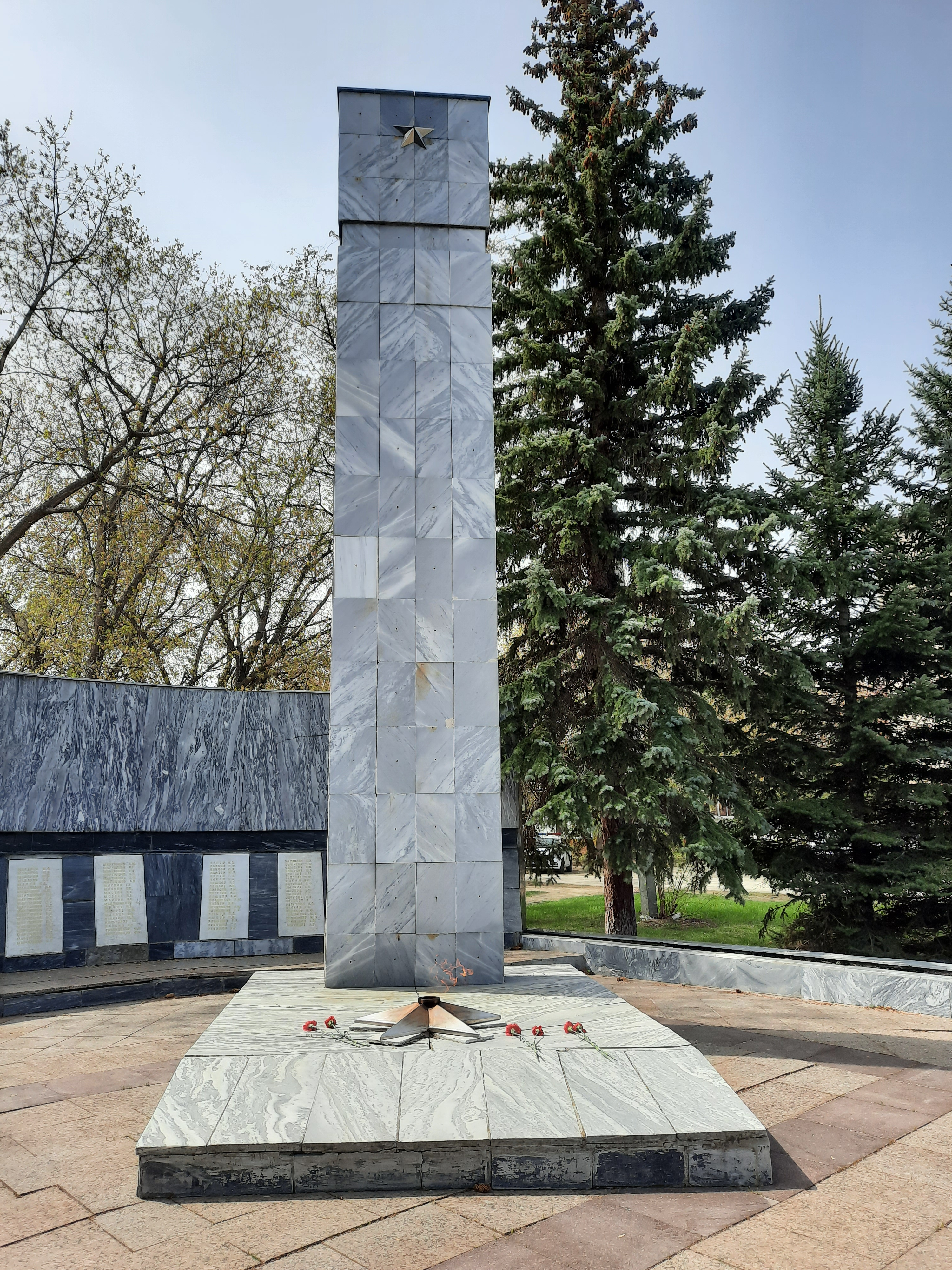
Вечный огонь
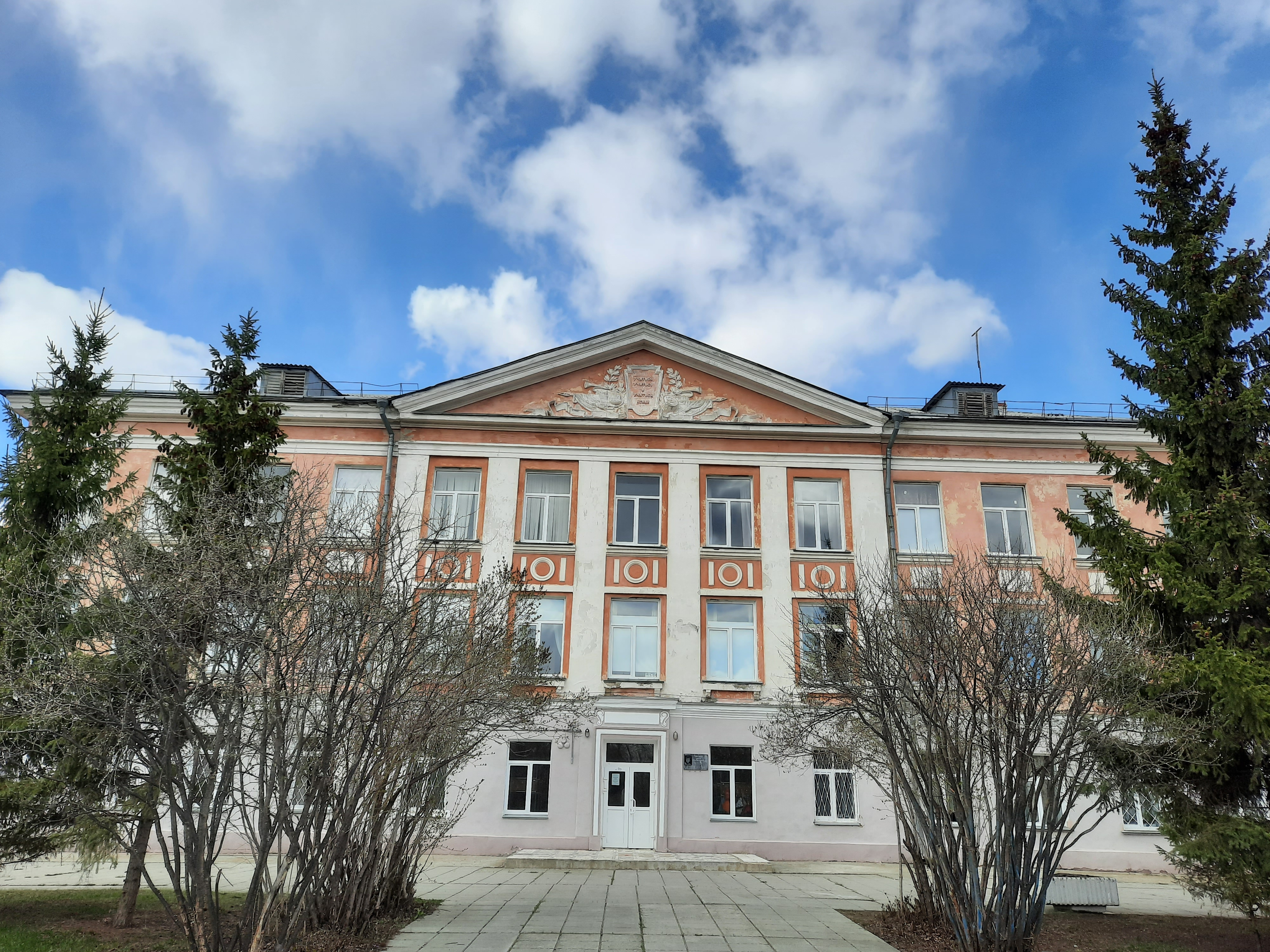
Школа № 35
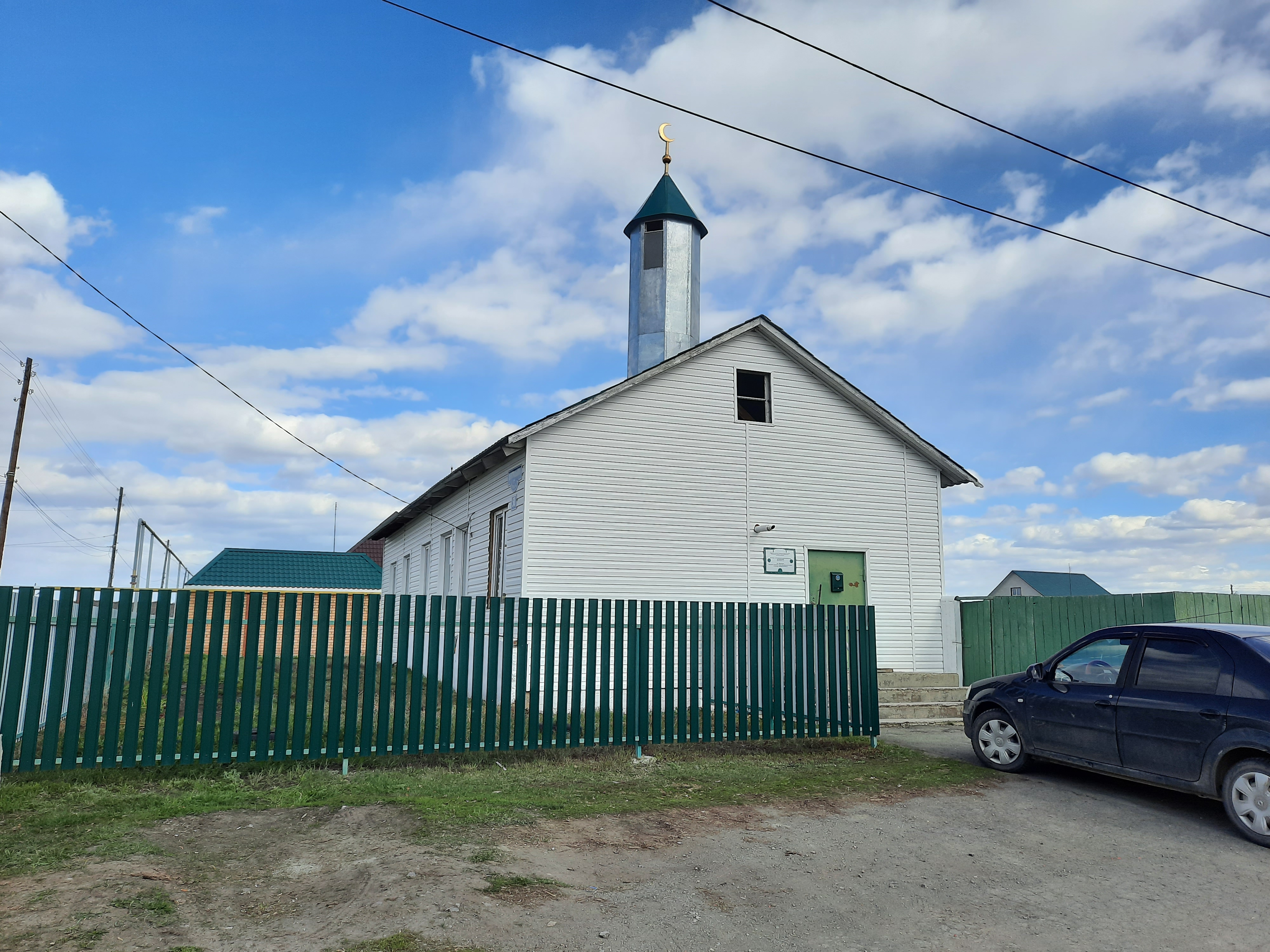
Мечеть в Метлино